# (5961) Watt
(5961) Watt es un asteroide perteneciente al cinturón de asteroides, región del sistema solar que se encuentra entre las órbitas de Marte y Júpiter, más concretamente a la familia de Herta, descubierto el 30 de diciembre de 1989 por Robert H. McNaught desde el Observatorio de Siding Spring, Nueva Gales del Sur, Australia.

## Designación y nombre
Designado provisionalmente como 1989 YH1. Fue nombrado Watt en homenaje a James Watt, ingeniero escocés cuyas mejoras en la máquina de vapor llevaron a los rápidos avances de la revolución industrial. La unidad SI para potencia, el vatio, se nombra en reconocimiento a su desarrollo del concepto.

## Características orbitales
Watt está situado a una distancia media del Sol de 2,403 ua, pudiendo alejarse hasta 2,749 ua y acercarse hasta 2,057 ua. Su excentricidad es 0,143 y la inclinación orbital 1,623 grados. Emplea 1361,30 días en completar una órbita alrededor del Sol.

## Características físicas
La magnitud absoluta de Watt es 13,8. Tiene 3,7 km de diámetro y su albedo se estima en 0,468. 